# Potifar

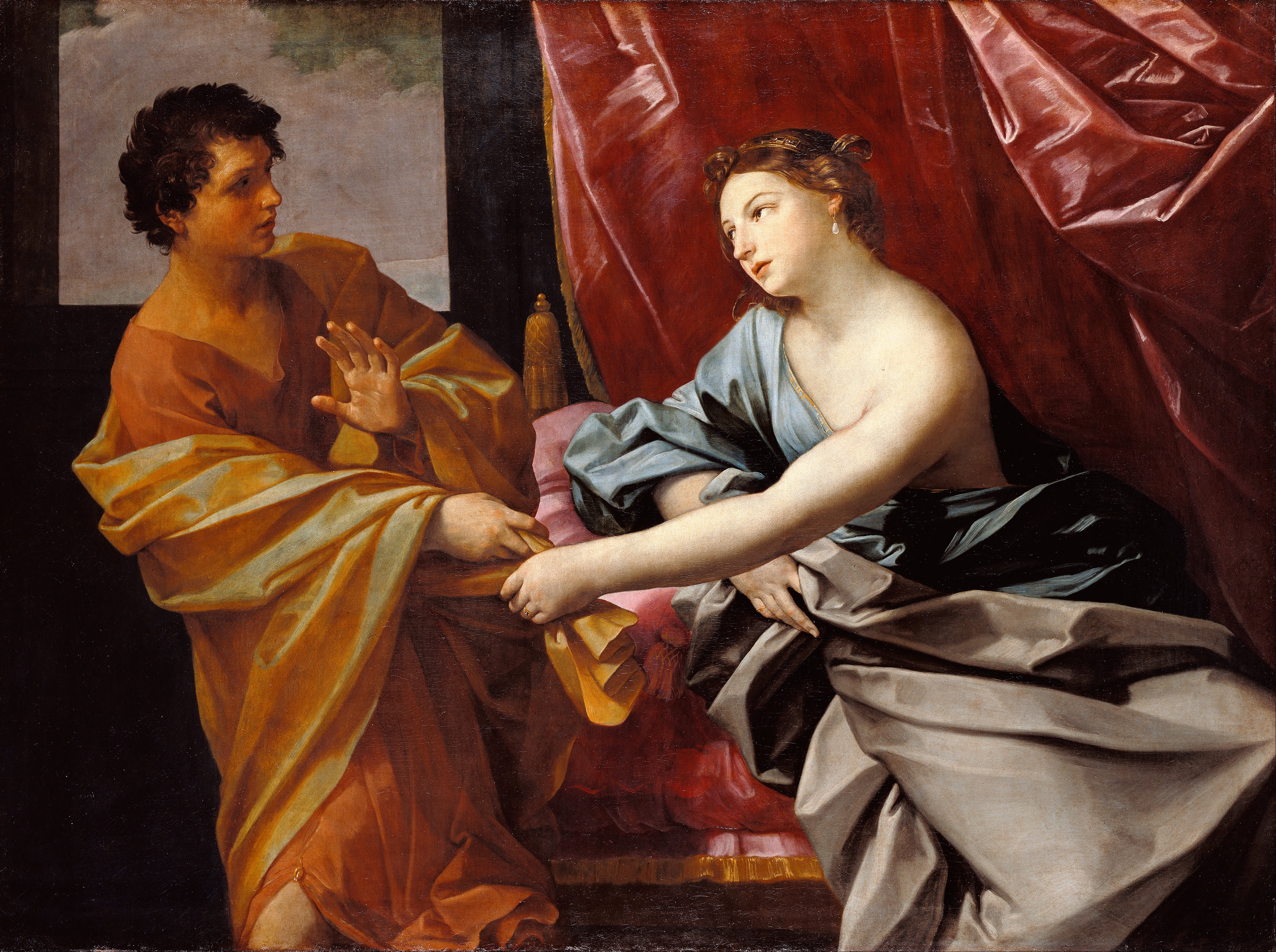
Josef och Potiphars fru av Guido Reni 1630

Potifar var i den judiska och kristna religion så som den framställs i Gamla Testamentet hovman hos farao i Egypten och befälhavare för livgardet. 
Enligt Första Mosebok blev Josef, Jakobs son såld som slav till Potifar av midjaniterna efter ha förråtts av sina bröder. Som slav hos Potifar avancerade han snabbt till hovmästare. Potifars hustru (som i Bibeln inte nämns vid namn, men som i både judisk och islamsk tradition hette Zuleika) försökte förföra Josef och när han nekade henne anklagade hustrun Josef för att ha försökt våldföra sig på henne. När Potifar av hustrun fick höra detta kastade han Josef i fängelse. 
Om Josef hos Potifar och historien med Zuleika berättar även Koranen i 12:e suran (dock nämns inte deras namn i Koranen). 
Potifars hustru är ett populärt motiv inom konsten; bland annat finns en visa betitlad "En Potifars hustru" i Fredmans sånger av Carl Michael Bellman (Fredmans sång 38).